# Orthoderella deluchii
Orthoderella deluchii är en bönsyrseart som beskrevs av Malia Ana J. Rivera 2003. Orthoderella deluchii ingår i släktet Orthoderella och familjen Mantidae. Inga underarter finns listade i Catalogue of Life.